# イコライザー (音響機器)
音響分野におけるイコライザー (英: Equalizer、EQ) は周波数特性を変更する音響効果・音響機器である。

## 概要
イコライザーの原義は「均一化（equalize）器」で、録音再生環境（例: マイクロフォン・レコーダー・録音スタジオ、スピーカー・再生会場）がもつ周波数特性の歪み補正や、マスタリングにおける曲ごとの音質的差異の平均化などを意図している。
現在ではより積極的な音作り（周波数歪みの意図的な付与）にも活用されている。倍音・高調波・ノイズの増減や音像の明確化などに用いられる。
イコライザーによる周波数帯の強調は「ブースト」、減弱は「カット」と俗称される（例: 「ピーキングEQで400Hz周辺を10dBカット、5kHz以上の高域をシェルビングEQで6dBブーストしよう」）。

## イコライザーの種類と原理

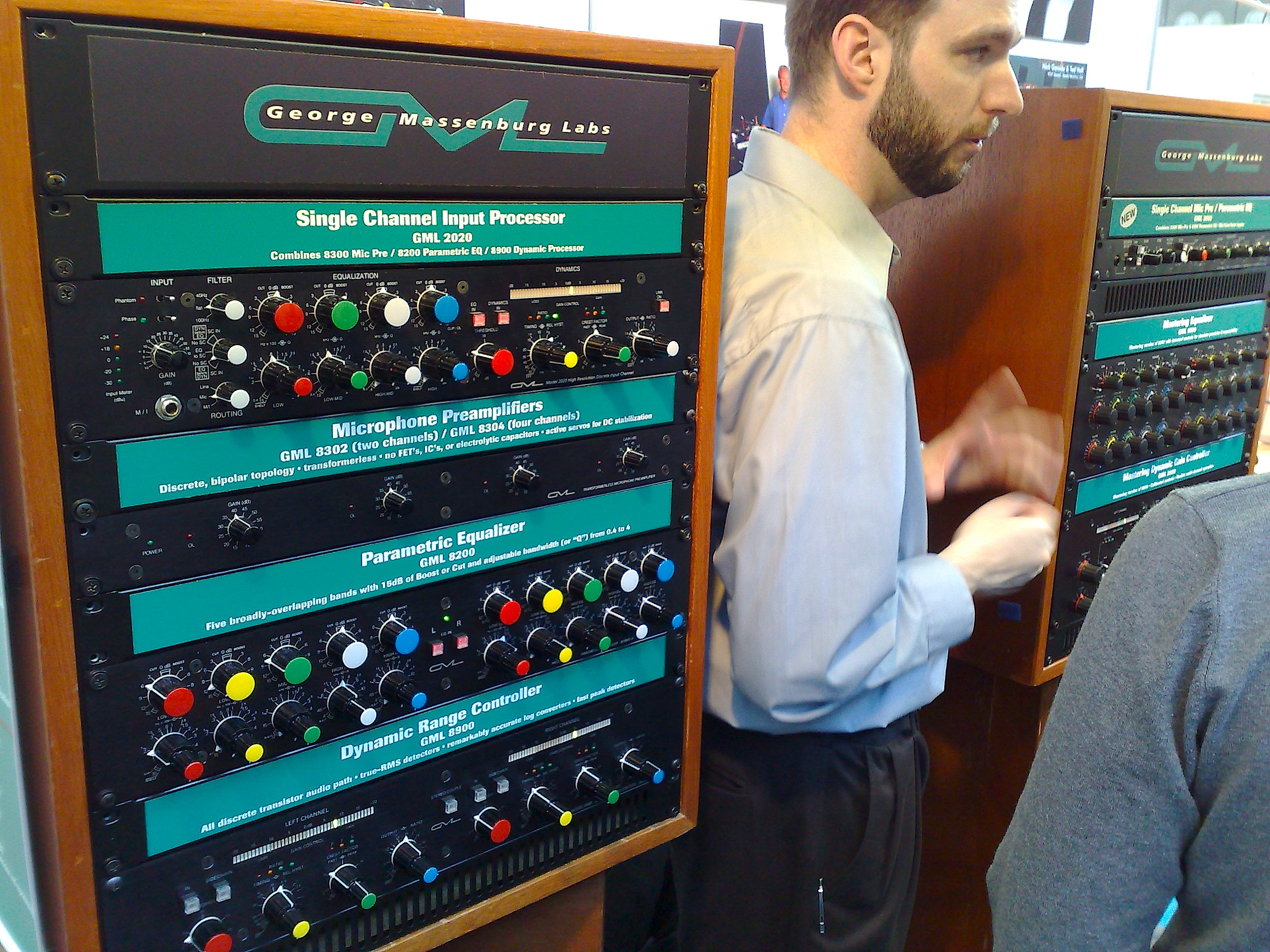
ラック下から2段目にGML#8200 Parametric EQ

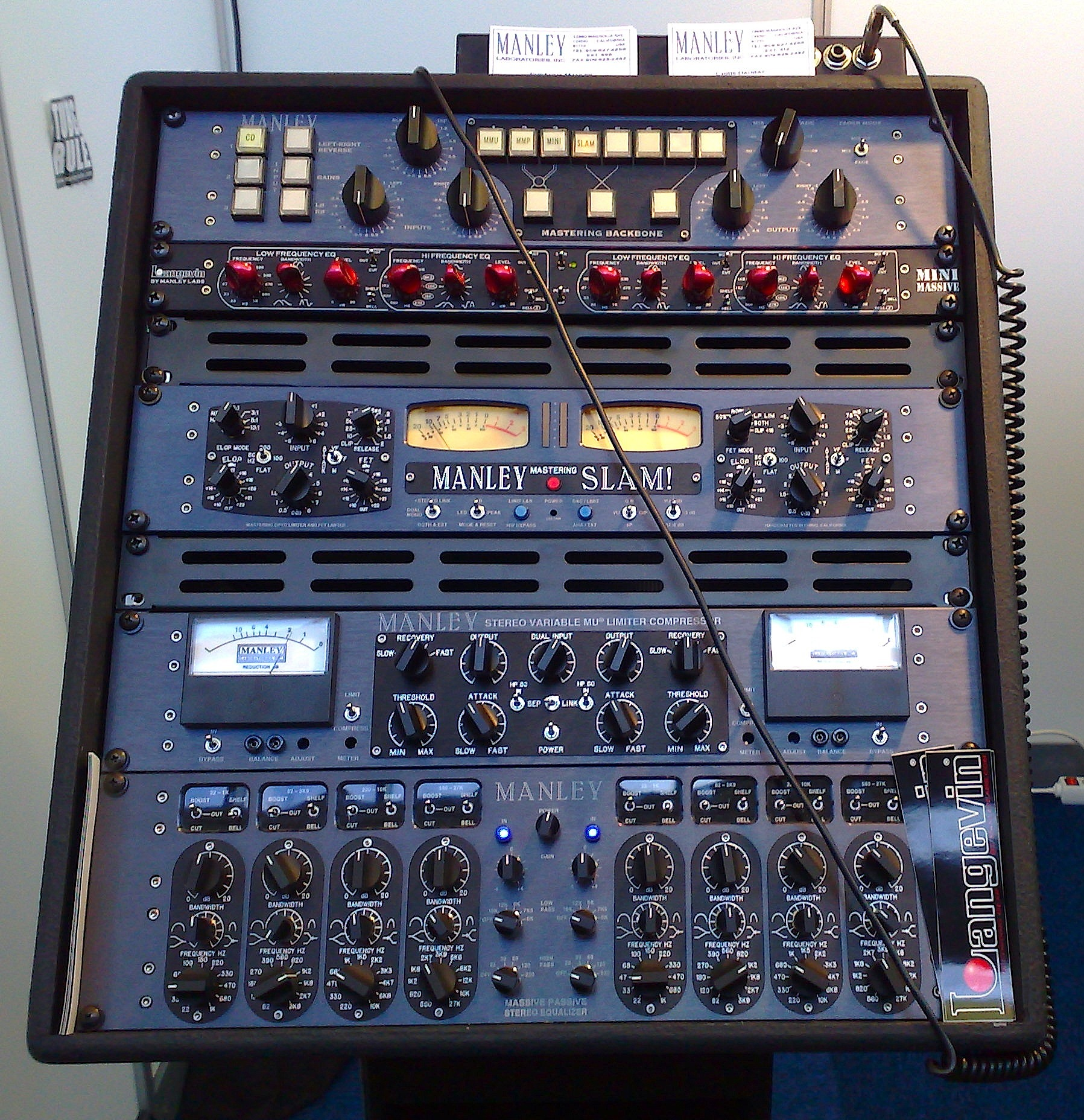
ラック最下段にManley Mastering Version Massive Passive EQ Stereo Equalizer

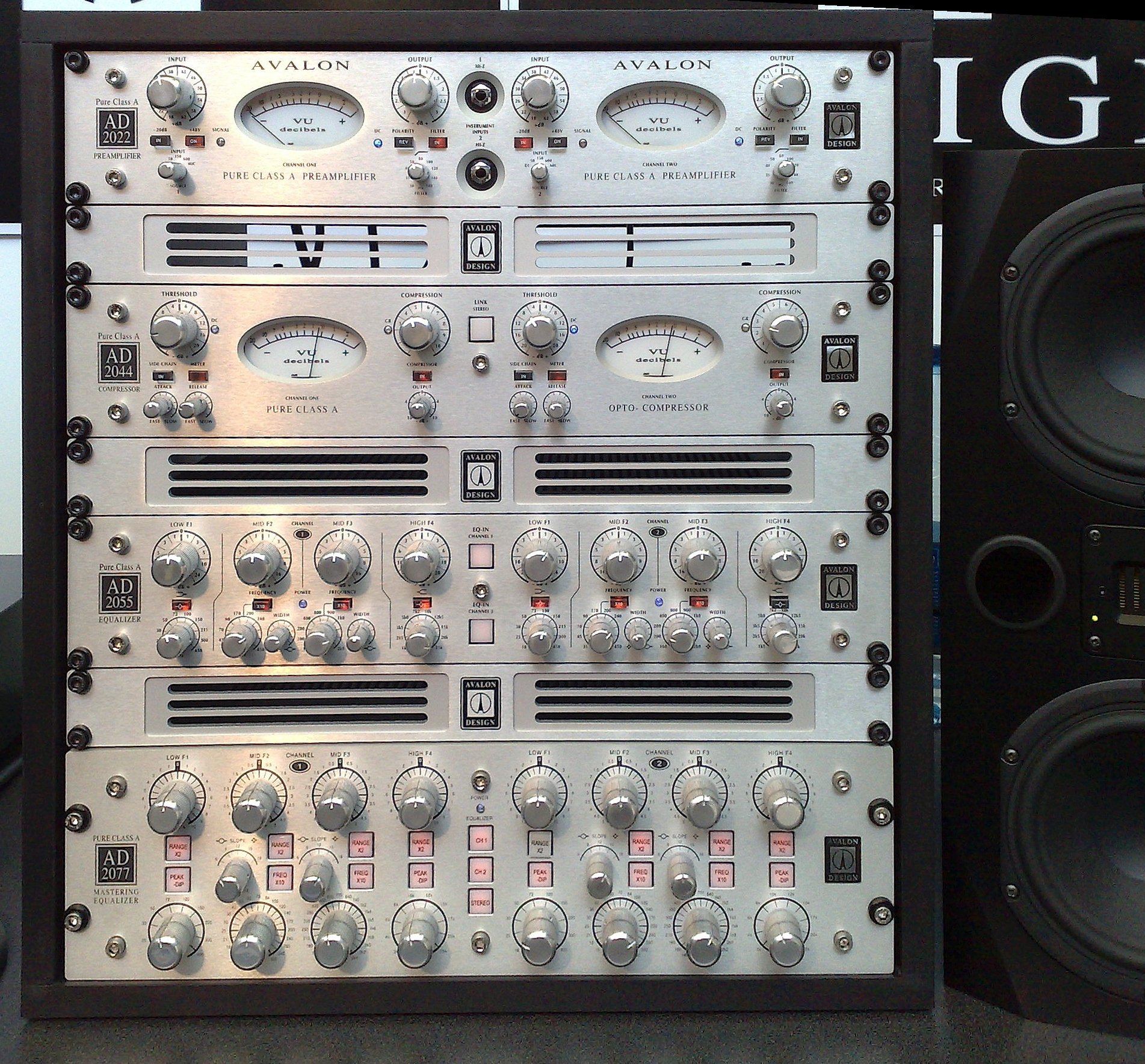
ラック最下段にAvalon AD2077 Pure Class A Mastering Equalizer

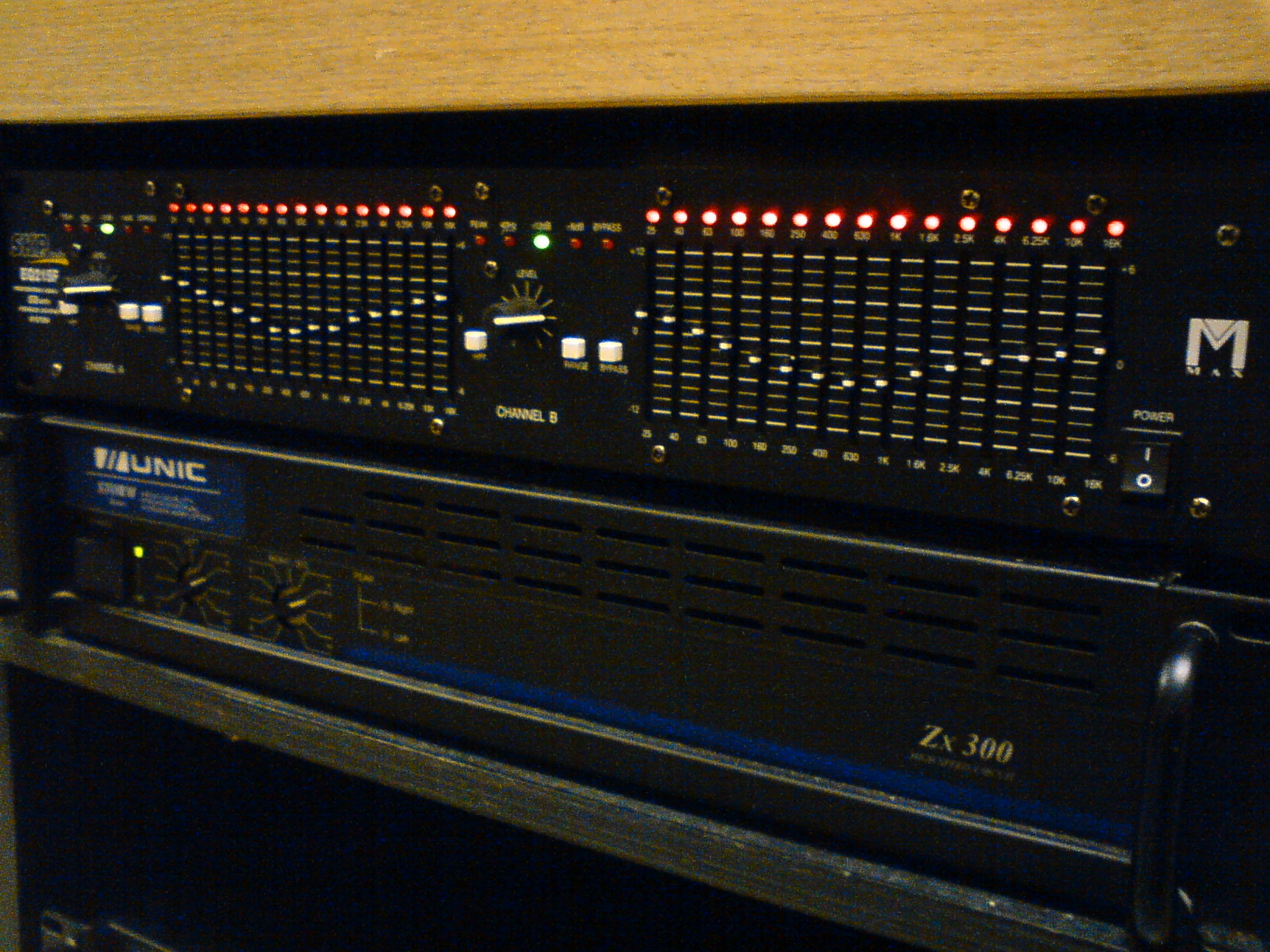
Graphic Equalizer

分類の方法は、大きく分けて3通りある。

### 周波数帯形状
調整される周波数帯の形状に基づいて以下の2種に分類される。
- シェルビング型（英: shelving）: 境界周波数を境に棚型の一括調整
- ピーキング型（英: peaking）: 中心周波数を軸に凸/凹の調整

ピーキング型はピークディップ型（英: peak/dip）あるいはキャメル（ラクダの"こぶ"）とも呼ばれる。ハイパスフィルタ/HPFやローパスフィルタ/LPFはシェルビングEQの一種、バンドパスフィルタはピーキングEQの一種とみなせる（「領域外の完全カット」というニュアンスを含んでいる）。

### パラメトリックかグラフィックか
特性を複数の項目にわたってきめ細かく調整できるものをパラメトリック、調整の全体的な結果を視覚的に把握しやすいものをグラフィックと呼ぶことが多い。
通常、パラメトリックイコライザーでは3つの項目（パラメーター）を調整できる。中心となる周波数、調整する帯域の幅、音量である。このうち特に帯域の幅については、広げると周辺の帯域となだらかにつながるため、隣接する帯域も調整している場合はそれとの兼ね合いも重要である。複数のパラメトリックイコライザーをひとつの製品にまとめてあるものもある。
グラフィックイコライザーは、上記の3つの項目のうち周波数と幅が決まっているものをひとつの製品の中に複数まとめてあるものを指すことが多い。それらのほとんどは音量を調整するつまみが回転式でなく直線的なスライド式で、ある周波数帯域に割り当てられているつまみを上下に動かすとその帯域の音量も上下するようになっており、複数のつまみの位置が概観できるように配置してある。可聴周波数全域をオクターブ単位で分割してあるものが多い。分割の数は5、7、13、31などの奇数がほとんど。

### 物理的な構造体かどうか
この項では主に電気回路の周波数伝達特性やソフトウェア上での信号処理を通じて周波数特性を変化させる効果を得るものについて述べているが、実際の音波の通り道自体に幾何学的な構造物を取り付けることによって空間の音波伝達の周波数特性を変えるような装置を製作する事ができ、このような装置もまたイコライザーの範疇に入るものである。たとえば、マイクやスピーカーのダイアフラムの近くにそのような幾何学的構造体を置くことによって、ダイアフラムそれ自体の持つ周波数特性を補正するといった事が行われている。

## オーディオ機器のイコライザー
音声を好みの周波数特性で再生するために広く使用されている。Hi-Fiオーディオでは、ルームアコースティックまで含めたフラットな周波数特性を実現する用途で用いられる事が多いが、これはフラットな周波数特性を好むからであって、一般的な機器における使用法と本質的な違いはない。
バスブーストやトレブルブーストと呼ばれる機能も広い意味でのイコライザーの範疇であり、それぞれ低域と高域のなだらかなシェルビング型である。これらは、割り当てられている帯域の音量を上げて、イヤホンやスピーカーなど最終的な出力装置の都合による低域や高域の不足を解消し、音質を好みに近づける効果がある。
増強（ブースト）だけでなく低減させたり、さらにそれらを多段階・無段階に調整できるものはトーンコントロールと呼ばれることも多い。
ゼネラルオーディオにおいては、いくつかのプリセットされた周波数特性を切り替える事のみが可能で、自由な調整はできないようになっているものも多い。
パソコンなどで使われる再生ソフト(主にiTunesなど)にも、イコライザーの機能を搭載したものがある。
なお、ゼネラルオーディオにおいて、イコライザーやEQと表現される機能などで、リバーブなどの空間系エフェクトを切り替えられるものがあるが、これは本来のイコライザーの定義からは外れるものである。

## 電気楽器のイコライザー
1. 特定の周波数を強調する。
2. （特定の音域を）カットする。
3. 全体的に音質を平均化させたり、音像を明確にする。

などの使用法があるが、ブースターのようにブーストして歪ませたり、他のギターの音をシミュレートするなどの音質そのものを変化させる場合にも用いるケースもある。ギターやベースギター、シンセサイザーに内蔵されている「トーン・コントロール」の多くも、元来の単なる高音・中音・低音の強弱操作レベルを超え、「イコライザー」といってもいいくらいの繊細でコントラストのある変化をつけられる機種や、簡単なグラフィックイコライザー内蔵の機種も多い。

## DJ機器のイコライザー
電気楽器のイコライザーとほぼ同じだが、ある周波数を境にそれ以上やそれ以下の帯域を極端にカットするものはフィルターもしくはアイソレーターと呼ばれることがある。カットする境目の周波数自体を急激かつ極端に変えたり、ドラムやベースをカットして全く別のリズムセクションを合成したりするなど、楽曲の構成自体に影響を与えるような使い方をされることも多い。

## PA機器としてのイコライザー
PAにおいても、スピーカーや会場環境を含めた周波数特性を補正して、聴衆に意図した音が伝わるようにするためにイコライザーが用いられる。ここで特に重要になるのが、ハウリングとの関係である。ハウリングとは、会場でマイクで拾った音をスピーカーを使用して再生する際にスピーカーの音をマイクが拾ってフィードバックループが形成されることによって大きく不快な音が生じる現象である。これを解消するためには、スピーカーの音量を抑える、再生音がマイクに入らないように配置を工夫するなどの方法が有るが、期待するよりはるかに小さな音量で妥協しなければならなかったり、マイクの使用に著しい制限が生じたりする。会場の音響特性に問題があり定在波が発生しているためにハウリングが起こりやすくなっている時などは、その特定の帯域だけをイコライザーを使って削ることで、前述のような制限を緩和することが可能となる。